# Golden State Warriors 1982-1983
La stagione 1982-83 dei Golden State Warriors fu la 34ª nella NBA per la franchigia.
I Golden State Warriors arrivarono quinti nella Pacific Division della Western Conference con un record di 30-52, non qualificandosi per i play-off.

## Risultati
| Squadra                | V  | P  | %    | GB |
| ---------------------- | -- | -- | ---- | -- |
| Los Angeles Lakers     | 58 | 24 | 70,7 | -  |
| Phoenix Suns           | 53 | 29 | 64,6 | 5  |
| Seattle SuperSonics    | 48 | 34 | 58,5 | 10 |
| Portland Trail Blazers | 46 | 36 | 56,1 | 12 |
| Golden State Warriors  | 30 | 52 | 36,6 | 28 |
| San Diego Clippers     | 25 | 57 | 30,5 | 33 |

## Roster
| N° | Naz.                   | Ruolo | Sportivo               | Anno | Alt. | Peso \|\| |
| -- | ---------------------- | ----- | ---------------------- | ---- | ---- | --------- |
| 2  | Stati Uniti (bandiera) | C     | Joe Barry Carroll      | 1958 | 213  | 102       |
| 10 | Stati Uniti (bandiera) | G     | Joe Hassett            | 1955 | 196  | 82        |
| 13 | Stati Uniti (bandiera) | AC    | Larry Smith            | 1958 | 203  | 98        |
| 15 | Stati Uniti (bandiera) | G     | Lester Conner          | 1959 | 193  | 82        |
| 17 | Stati Uniti (bandiera) | G     | Ron Brewer             | 1955 | 193  | 82        |
| 18 | Stati Uniti (bandiera) | G     | Lorenzo Romar          | 1958 | 185  | 79        |
| 20 | Stati Uniti (bandiera) | GA    | Micheal Ray Richardson | 1955 | 196  | 86        |
| 21 | Stati Uniti (bandiera) | G     | Sleepy Floyd           | 1960 | 191  | 77        |
| 21 | Stati Uniti (bandiera) | G     | World B. Free          | 1957 | 188  | 84        |
| 23 | Stati Uniti (bandiera) | AC    | Rickey Brown           | 1958 | 208  | 98        |
| 32 | Stati Uniti (bandiera) | GA    | Lewis Lloyd            | 1959 | 198  | 93        |
| 33 | Stati Uniti (bandiera) | A     | Sam Williams           | 1959 | 203  | 95        |
| 35 | Stati Uniti (bandiera) | A     | Larry Kenon            | 1952 | 206  | 93        |
| 40 | Stati Uniti (bandiera) | G     | Terry Duerod           | 1956 | 188  | 82        |
| 41 | Stati Uniti (bandiera) | GA    | Derek Smith            | 1961 | 198  | 93        |
| 43 | Stati Uniti (bandiera) | A     | Mickey Johnson         | 1952 | 208  | 86        |
| 44 | Stati Uniti (bandiera) | AC    | Hank McDowell          | 1959 | 206  | 98        |
| 45 | Stati Uniti (bandiera) | GA    | Purvis Short           | 1957 | 201  | 95        |
| 55 | Stati Uniti (bandiera) | C     | Chris Engler           | 1959 | 211  | 111       |

## Staff tecnico
- Allenatore: Al Attles
- Vice-allenatore: Johnny Bach
- Preparatore atletico: Dick D'Oliva